# 1912 au Yukon
Chronologie du Yukon
- 1908
- 1909
- 1910
- 1911
- 1912
- 1913
- 1914
- 1915
- 1916

Cette page concerne des événements d'actualité qui se sont produits durant l'année 1912 dans le territoire canadien du Yukon.

## Politique

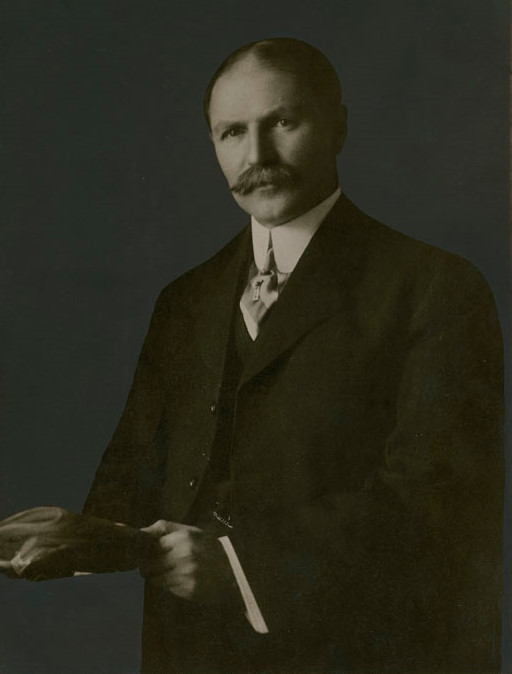
George Black

- Commissaire : Arthur Wilson (intérim) (jusqu'au 1er février) puis George Black
- Commissaire de l'or : F.X. Gosselin (en) (jusqu'au 1er février) puis George P. MacKenzie
- Législature : 1er puis 2e

## Événements
- 29 avril : Sixième élection générale yukonnaise (en).

## Naissances
- 4 mai : John Ferry, chimiste et biochimiste († 18 octobre 2002)

## Décès
- 13 novembre : William Ogilvie, commissaire du Yukon (º 7 avril 1846)